# گمینا ماووگوشچ
گمینا ماووگوشچ (به لهستانی:  Gmina Małogoszcz) یک گمینا در لهستان است که در شهرستان یندژیوف واقع شده‌است. گمینا ماووگوشچ ۱۴۵٫۳۷ کیلومتر مربع مساحت و ۱۱٬۷۲۸ نفر جمعیت دارد.